# Erikssonia edgei
Erikssonia edgei là một loài bướm ngày thuộc họ Lycaenidae. Nó được tìm thấy ở Nam Phi.

## Hình ảnh

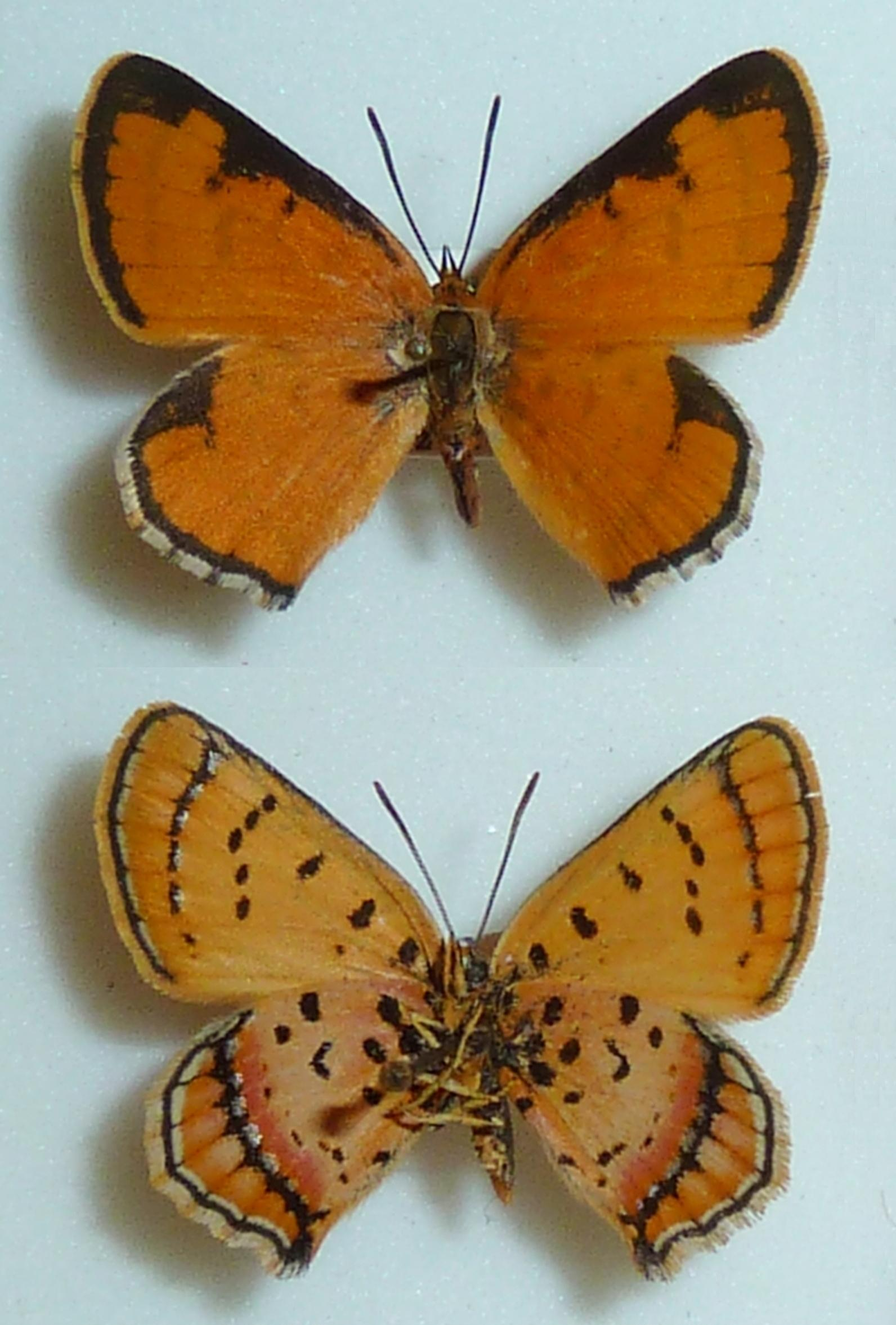